# Лаврентьева, Софья Ивановна
Софья Ивановна Лаврентьева (11 апреля [23 апреля] 1836, Уфа — не ранее 26 сентября 1918, Петроград) — русская детская писательница, мемуаристка, журналистка и художница.

## Биография
Родилась в Уфе, но уже через год семья переехала в Тобольск, где отец Софьи Иван Степанович получил должность председателя палаты гражданского суда. В 1842 году Иван Степанович скончался, и семья перебралась в Петербург. Софья училась в Смольном институте благородных девиц (окончила в 1854 году) и на высших женских курсах (в 1871 году). Увлекалась музыкой и театром, была знакома со многими выдающимися музыкантами и актёрами, автор книги о трагике Э. Росси («50 лет артистической деятельности Э. Р.» (СПб., 1896)), которая фактически представляла собой переведённые на русский и переработанные мемуары самого Росси. Очень много путешествовала по России и Европе, публикуя путевые заметки и очерки о географии и культуре, среди которых «В Крыму с детьми» (Спб., 1886), «Одинокий. Король Людвиг II Баварский и его замки» (М., 1914) (по словам историка М. И. Залесской, книга представляет собой ценный источник из-за сведений полученных Лаврентьевой от людей, которые лично знали Людвига II, впервые переведённых ею воспоминаний слуг короля и подробных описаний того, как выглядели замки в данную эпоху) и др.
Как детская писательница С. И. Лаврентьева дебютировала в 1873 году в «Детском чтении». Писала короткие стихи и рассказы, в частности, получила известность как автор цикла «Малым деткам. 30 рассказов, в которых для облегчённого первоначального чтения все слова содержат не более одного и двух слогов» (М., 1912). Страсть писательницы к путешествиям вызвала появление книги «По белу свету. Путешествие Вани и Сони за границу» (М., 1900), представляющую собой путеводитель по Европе для детей. Детям более старшего возраста были адресованы сборники рассказов «Добрые души» (М., 1901) и «Из жизни» (М., 1903).
«Мотив любви к природе и к животным соседствует с примерами благотворительности в мире людей. Героини учатся в пансионе или в начале профессиональной карьеры, домашняя жизнь и внешний мир нередко вступают в противоречие. В „Черством барине“ кресло (!) рассказывает о своем житье-бытье, одновременно проявляя неожиданное понимание человеческой природы» (Белл Хеллман).
Прослушав в Байройте оперу Р. Вагнера «Парсифаль», создала пересказ для детей легенды о Парцифале (1914).
Также известна как художник, в 1860-х годах училась на женском отделении петербургской Рисовальной школы. В 1881 году создала барельеф И. С. Тургенева (ныне — в Пушкинском доме), сначала использовав фотографию писателя, а на завершающем этапе работая с натуры (Тургенев согласился позировать, осмотрев и одобрив работу). Оставила воспоминания об учёбе в рисовальной школе («Русская старина», 1889, № 11) и общении с Тургеневым («Исторический вестник», 1896, № 9).
В конце жизни выпустила книгу воспоминаний «Пережитое» (СПб., 1914). Книга вызвала отклики, в том числе и в провинциальной печати: «В этой книге разлито так много светлой доброты и душевной теплоты, что читая ее, как-то нравственно греешься и отдыхаешь сердцем» («Пермские губернские ведомости»).